# Zvonimir Vukić
Zvonimir Vukić (srbskou cyrilicí Звонимир Вукић; * 19. července 1979, Zrenjanin) je srbský fotbalista hrající na postu záložníka, který je v současnosti bez angažmá.